# Bandstad

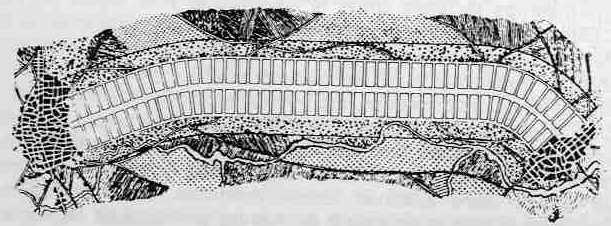
Bandstaden, av Arturo Soria.

Bandstaden är en modell för utformningen av en idealstad. Den skapades av den spanske stadsplaneraren och arkitekten Arturo Soria, och byggde på idén av ett band.

## Modellens ursprung
Modellen var en utopisk dröm av Soria, vilken nästan kom till utförande i Madrid. Av tilltänkta 48 km kom endast 5 km att byggas, bland annat på grund av ökande markpriser.
Antikens städer byggdes i koncentriska cirklar och markens värde minskade gradvis när man kom längre ut från centrum. Vidare var transporter ett av de viktigaste problemen att lösa. I bandstaden skulle det skapas transporter för såväl rika som fattiga. De rika skulle bo i större hus och de fattiga i mera modesta byggnader, men ha samma hygieniska förutsättningar och alltid nära huvudgatan.
Den modell som Soria föreslog för Madrid innebar byggandet av en långsträckt stad med en bredd av 500 meter, med en central huvudgata, 40 meter bred. Från denna huvudgata skulle 20 meter breda tvärgator löpa ut med ett avstånd mellan sig på 80–100 meter i det antal som erfordrades. Vid tvärgatornas slut skulle löpa en 10 meter bred väg, parallellt med den centrala huvudgatan. Mellan dessa gator skulle tomter styckas upp, de minsta 20 x 20 meter, i olika storlekar men bestående av olika antal av dessa moduler. Detta bälte av tomter skulle således bilda en långsträckt stad med odlingsmarker på båda sidor om detta band.
Med bandmodellen försökte man ersätta eller förbättra de traditionella stadskärnorna och ge plats för en ny typ av stad som skulle bevara värdigheten och individualismen, likaväl som kontakten med naturen.
Bandstaden skulle kunna tjäna som förbindelse mellan städerna och bilda en slags triangulation där den inre ytan skulle kunna ägnas åt jordbruk. Målet var att möjliggöra snabbare rörelser mellan landsbygden och staden.
Bandformen föreslogs som det bästa sättet att lösa de nödvändiga transporterna och minimera summan av rörelserna mellan de olika platserna. Bilen var ännu inte uppfunnen, tåget ansågs som det viktigaste transportmedlet och det är därför som man reserverade den mittersta strängen som en ryggrad, 40 meter bred. Vaktkurer, telefonhytter och väntsalar för resenärer skulle finnas på ett avstånd från varandra på högst 600 meter.
Stadens tillväxt skulle ske i longitudinell riktning och parallellt med huvudgatan, aldrig utanför bandet. Korta transversala gator med en längd av 200 meter skulle förbinda stadens centrala nerv med bostäder som var placerade längs sidorna i regelbundna kvarter (kvadrater, rektanglar och trapetsoider). De dyraste tomterna låg närmast centralgatan. Av stadens hela yta var en femtedel avsett för bostäder och de återstående fyra femtedelarna för jordbruk. Av de 400 kvadratmeter som "grundmodulen" utgjorde, skulle i medeltal 80 användas för konstruktion av bostäder och verkstäder och 320 användas för en trädgård med fruktträd och anläggningar utformade för uppfödning av djur.
I Europa skulle bandstaden kunna förena städerna Cádiz och Sankt Petersburg, eller Peking och Bryssel, menade Arturo Soria, och skulle på så sätt kunna förbinda största delen av de städer som redan fanns.

## Exempel på bandstäder
Några exempel, endast delvis genomförda, är följande:
Gatan Calle de Arturo Soria i Madrid, utgör en del av denna tänkta stadsmodell men har endast byggts på en sträcka av 5 kilometer, där gatan ingår i stadsdelen (distriktet) Ciudad Lineal.
Modellen har också delvis förverkligats i Lille i Frankrike. Den nådde dock aldrig några större framgångar, eftersom det oftast slutade med att man byggde på sidorna, och på så sätt övergav “bandet”.
I Sovjetunionen användes modellen under 1920-talet av Nikolai Milyutin. Ernst May, tysk funktionalist, föreslog inledningsvis i planen för Magnitogorsk idéerna med bandstaden.
Fastän man inte har planerat uttryckligen enligt denna form, så har några samhällen under historiens lopp antagit en form som påminner om bandstaden, och växt upp längs sidorna av någon väg eller ibland en flod eller kanal.